# Grahamisia straminea
Grahamisia straminea är en stekelart som beskrevs av Karl-Johan Hedqvist 1969. Grahamisia straminea ingår i släktet Grahamisia och familjen puppglanssteklar.
Artens utbredningsområde är Kongo. Inga underarter finns listade i Catalogue of Life.